# Rei U
U de Goryeo 우, sovint escrit com a Woo, (25 de juliol de 1365 – 31 de desembre de 1389) governà Goryeo (Corea) des de 1374 fins a 1388.
Al segle xiii, les forces mongoles havien envaït Xina i van fundar la Dinastia Yuan el 1271. Després de diverses invasions mongoles a Corea, finalment Goryeo capitulà i signà un tractat de pau amb la dinastia Yuan
L'any 1388, es va manar al General Yi Seong-gye que fes marxar l'exèrcit Ming de Corea. El General Yi va ser decisiu en el futur de Corea quan va preferir tornar a la capital de Corea i prendre el control del govern de Goryeo en lloc d'atacar els xinesos.
Yi Seong-gye usurpà el tron de la Dinastia Goryeo. El rei U va ser deposat i substituït pel seu fill Chang; tots dos van ser assassinats amb verí l'any següent i substituïts pel príncep Gongyang.
El Rei U és l'únic rei de la llarga història de Corea que mai ha rebut un títol pòstum pel seu regnat.